# Brawn: The Impossible Formula 1 Story
Brawn: The Impossible Formula 1 Story (br: Brawn: Uma História Incrível da F1) é uma série documental britânica que estreou no Disney+ em 15 de novembro de 2023. Produzido pela North One, o documentário é composto por quatro episódios e é apresentado por Keanu Reeves.  A série narra a trajetória de Ross Brawn ao resgatar a antiga equipe de fábrica da Honda, que havia decidido abandonar a Fórmula 1. O roteiro é assinado por Simon Hammerson e a direção é de Daryl Goodrich.

## Elenco
- Keanu Reeves ... Apresentador
- Ross Brawn	...	 Ele mesmo (4 episódios)
- Jenson Button	...	 Ele mesmo (4 episódios)
- Rubens Barrichello	...	 Ele mesmo (4 episódios)
- Luca Cordero di Montezemolo ... Ele mesmo (4 episódios)
- Christian Horner	...	 Ele mesmo (4 episódios)
- Bernie Ecclestone	...	 Ele mesmo (4 episódios)
- Norbert Haug	...	Ele mesmo (3 episódios)
- Felipe Massa	...	 Ele mesmo (2 episódios)
- Simon Britton	...	 Diretor da Honda (1 episódio)
- Anthony Hamilton	...	 Ele mesmo (1 episodio)

## Recepção
No Rotten Tomatoes, a série detém um índice de 100% de aprovação, com base em 7 reviews, com uma nota média de 7,70 de 10.

## Prêmios e indicações
| Ano  | Prêmio                        | Categoria                     | Indicado                              | Resultado |
| 2024 | 52º International Emmy Awards | Melhor Documentário Esportivo | Brawn: The Impossible Formula 1 Story | Venceu    |